# Stosunki polsko-senegalskie
Stosunki polsko-senegalskie – wzajemne relacje między Polską a Senegalem. Obejmują kontakty polityczne, współpracę gospodarczą, pomoc rozwojową oraz współpracę naukową. Stosunki dyplomatyczne nawiązano w 1962 roku.

## Polityka

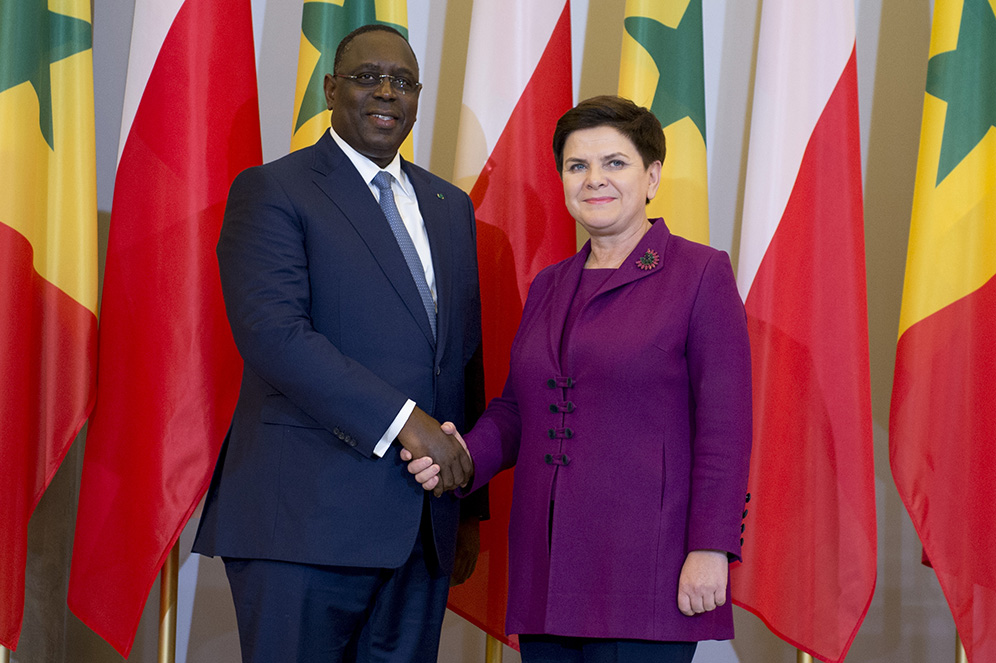
Prezydent Senegalu Macky Sall i premier Polski Beata Szydło podczas spotkania w Warszawie, 2016

W Senegalu od 2016 roku ponownie funkcjonuje polska ambasada. Rok wcześniej w Warszawie rozpoczęła działalność ambasada senegalska. Kontakty polityczne obejmują wizyty i spotkania na szczeblu ministrów i wiceministrów. W październiku 2016 roku z wizytą w Polsce przebywał prezydent Senegalu Macky Sall – była to pierwsza wizyta na najwyższym szczeblu w historii dwustronnych relacji.

## Gospodarka
Senegal znajduje się wśród z głównych partnerów handlowych Polski w regionie Afryki Zachodniej. W 2023 roku wartość wymiany handlowej między oboma krajami wyniosła 176,7 mln euro z saldem dodatnim po stronie Polski (wartość eksportu do Senegalu wyniosła –  151,5 mln euro). 
W 2016 roku przy okazji wizyty prezydenta Salla odbyło się forum gospodarcze Polska-Senegal. Od 2018 roku w Dakarze funkcjonuje zagraniczne biuro handlowe Polskiej Agencji Inwestycji i Handlu. W marcu 2019 roku do Senegalu przybyła misja Krajowej Izby Gospodarczej, w której wzięło udział kilkanaście polskich firm. Program misji objął m.in. udział w forum biznesowym oraz spotkania z przedstawicielami lokalnego biznesu.

## Pomoc rozwojowa
Od 2016 roku Senegal znajduje się na liście krajów priorytetowych programu polskiej współpracy rozwojowej. Polska pomoc koncentruje się na poprawie jakości opieki medycznej, działaniach służących poprawie dostępu do infrastruktury sanitarnej, zwiększaniu dostępu do edukacji, wsparciu grup zagrożonych wykluczeniem społecznym oraz rozwoju przedsiębiorczości.

## Nauka
Od 2016 r. Uniwersytet Adama Mickiewicza współpracuje z Université Cheikh Anta Diop w Dakarze. Współpraca obejmuje wymianę studentów i doktorantów w ramach programu Erasmus+. 
Senegalscy studenci mogą ubiegać się o stypendia w ramach Programu im. I. Łukasiewicza (od 2020 roku program stypendialny im. Stefana Banacha).